# Coronel
Coronel o Coronell (abreujat com a Col., Col o COL) és el grau militar més alt entre els oficials superiors dels exèrcits. També s'utilitza en alguns cossos policials i organitzacions paramilitars.
Als segle xvii, XVIII i XIX, un coronel estava normalment al capdavant d'un regiment d'un exèrcit. L'ús modern varia molt i, en alguns casos, el terme s'utilitza com a títol honorífic que pot no tenir cap relació directa amb el servei militar. Generalment, és el grau immediat superior al de tinent coronel i immediatament inferior al de Brigadier o General de Brigada. Sol exercir el comandament en casernes i bases militars. En algunes forces militars més petites, com aquelles de Mònaco o del Vaticà, el coronel és el rang més alt .
Els graus navals equivalents es poden anomenar capità, capità de navili o capità del vaixell de línia. En el sistema de classificació de la força aèria de la Commonwealth, el rang equivalent és capità de grup.

## Història i orígens
A finals del període tardomedieval, un grup de "companyies" es coneixia com a "columna" d'un exèrcit. Segons Raymond Oliver, cap al 1500, els espanyols van començar a reorganitzar explícitament part del seu exèrcit en 20 coluneles o columnes d'aproximadament 1000-1250 soldats. Cada colunela estava comandada per un cabo de colunela o cap de columna. Com que eren unitats de la corona, les unitats també eren confusament anomenades coroneles, i els seus comandants coronels. Una prova d'això es pot veure quan Gonzalo Fernández de Córdoba, sobrenomenat "el Gran Capità", va dividir els seus exèrcits en coronelías, cadascun dirigit per un coronel, el 1508.
Més tard, al segle xvi, l'exèrcit francès va adoptar aquesta estructura organitzativa, rebatejant com a "regiments" les coluneles. Tot i així, simplement van gal·litzar colunela al coronel francès i la van pronunciar tal com estava escrita. Aleshores, els anglesos van copiar la unitat i el rang dels francesos. Tanmateix, per raons desconegudes, els anglesos van adoptar la pronunciació espanyola de coronel, i després de diverses dècades d'ús la van escurçar a la seva pronunciació actual de dues síl·labes "kernel". Coronel està vinculat a la paraula columna (del llatí: columna; italià: colonna; francès: colonne) de la mateixa manera que brigadier està vinculat a brigada.
Amb el canvi d'exèrcits principalment mercenaris als exèrcits principalment nacionals al llarg del segle xvii, un coronel (normalment membre de l'aristocràcia) esdevé titular (en alemany: Inhaber) o propietari d'un contracte militar amb un sobirà. El coronel va comprar el contracte del regiment —el dret a tenir el regiment— a l'anterior titular d'aquest dret o directament al sobirà quan es formava un nou regiment o el titular resultava mort.
A mesura que l'ofici de coronel es va convertir en una pràctica establerta, el coronel es va convertir en el capità sènior d'un grup de companyies que van jurar observar la seva autoritat personal: ser governades o regimentades per ell. Aquest regiment, o govern, fins a cert punt estava plasmat en un contracte i un conjunt de regles escrites, també coneguts com a regiment del coronel o reglament(s) permanent(s). Per extensió, el grup de companyies subjectes a un regiment de coronel (en el sentit anterior) també va passar a denominar-se el seu regiment (en el sentit modern).
En l'ús francès d'aquest període, el coronel major de l'exèrcit o, en una força de camp, el contractista militar superior, era el coronel general i, en absència del sobirà o el seu designat, el coronel general podia servir com a comandant. d'una força. El càrrec, però, era principalment contractual i esdevingué progressivament més una sinecura sense funció. El cap d'un sol regiment o demibrigada s'anomenaria "mestre de camp" o, després de la Revolució, chef de brigade.
A finals del segle xix, el coronel havia evolucionat fins a un grau militar professional que encara era ocupat normalment per un oficial al comandament d'un regiment o unitat equivalent. Juntament amb altres rangs, s'ha convertit progressivament més en una qüestió de deures, qualificacions i experiència, així com dels títols i escala salarial corresponents, que no pas d'un càrrec funcional en una organització concreta.
A mesura que la influència militar europea es va expandir per tot el món, el rang de coronel va ser adoptat per gairebé totes les nacions (encara que amb diversos noms).
Durant el segle xx, amb l'auge del comunisme, alguns dels grans exèrcits comunistes van considerar oportú ampliar el rang de coronel en diversos graus, donant com a resultat, per exemple, el rang de coronel sènior únic, que es va trobar i encara s'utilitza en aquestes nacions. com la Xina i Corea del Nord.

### Coronel en cap
En molts exèrcits moderns, el regiment té més importància com a unitat cerimonial o com a focus de lleialtat dels membres que com a formació de batalla real. Les tropes solen desplegar-se en batallons (comandats per un tinent coronel) com a mida més convenient de la unitat militar i, com a tal, els coronels han tendit a tenir un perfil més alt en funcions d'especialistes i comandaments que com a comandants reals de regiments. No obstant això, en els exèrcits de la Commonwealth, la posició del coronel com a cap de proa d'un regiment es manté en el paper honorífic de "coronel en cap", generalment ocupat per un membre de la família reial, la noblesa, o un oficial militar superior retirat. El coronel en cap porta un uniforme de coronel i anima els membres del regiment, però no participa activament en l'estructura de comandament real ni en cap tasca operativa.

### Coronel del regiment
El títol de coronel del regiment (per distingir-lo del grau militar de coronel) es continua utilitzant a l'exèrcit britànic modern. La posició cerimonial és sovint atribuïda als oficials generals retirats, brigadiers o coronels que tenen una estreta relació amb un regiment particular. El personal no militar, normalment per a posicions dins de la Reserva de l'Exèrcit, també pot ser nomenat per a la posició cerimonial. Quan assisteix a funcions com a "Coronel del Regiment", el titular porta l'uniforme del regiment amb insígnies de grau de coronel (complet), independentment del seu grau oficial. Un membre de la família reial és conegut com a coronel reial. S'espera que un coronel del regiment col·labori estretament amb un regiment i la seva Associació regimental.

## Divises

Albània (kolonel)
Alemanya (Oberst)
Angola (coronel)
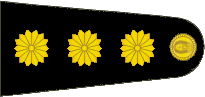
Argentina (coronel)
Austràlia (Colonel)
Bangladesh
Belarús
Bèlgica
Bolívia (coronel)
Bòsnia i Herzegovina (pukovnik)
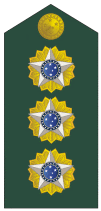
Brasil (coronel)
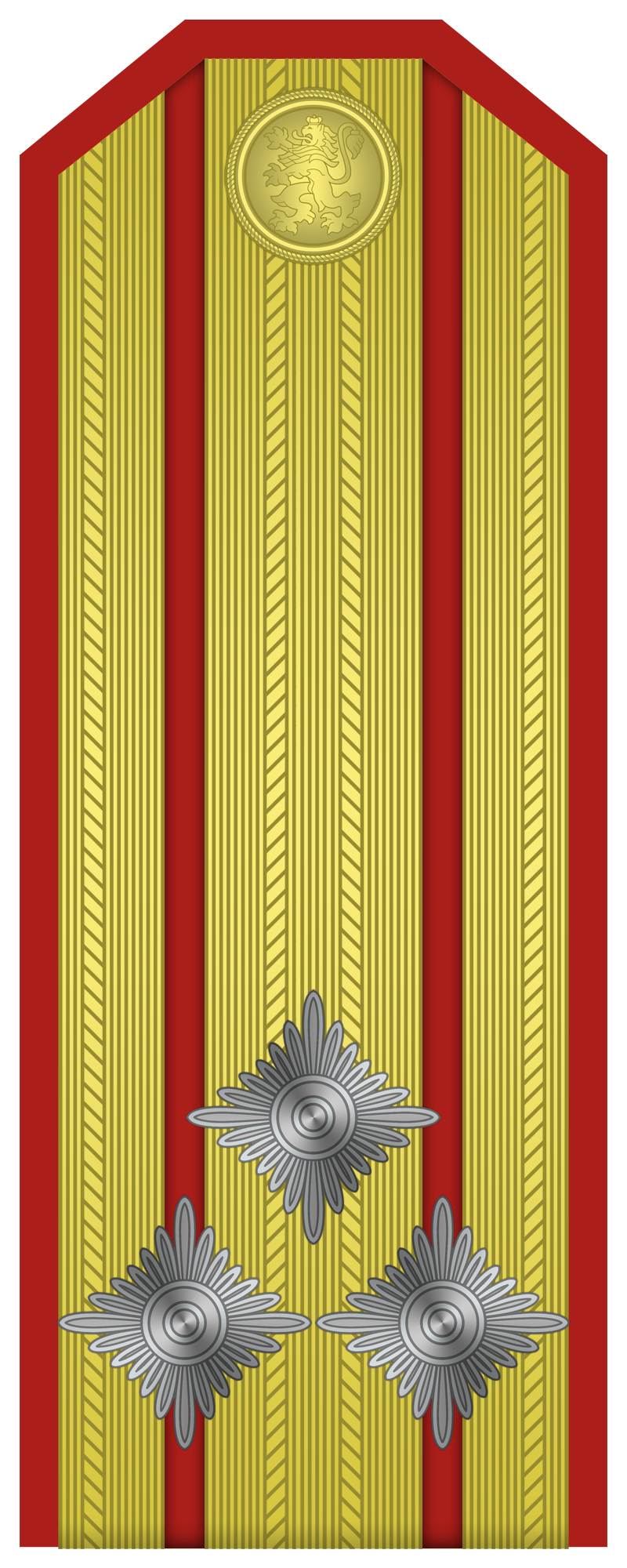
Bulgària (полковник)
Canadà (colonel)
Cap Verd (coronel)
Colòmbia (coronel)
Corea del Sud
Cuba (coronel)
Dinamarca (oberst)
El Salvador (coronel)
Equador (coronel)
Espanya (coronel)
Estats Units
Filppines (lakan/coronel)
Finlàndia (eversti)
França
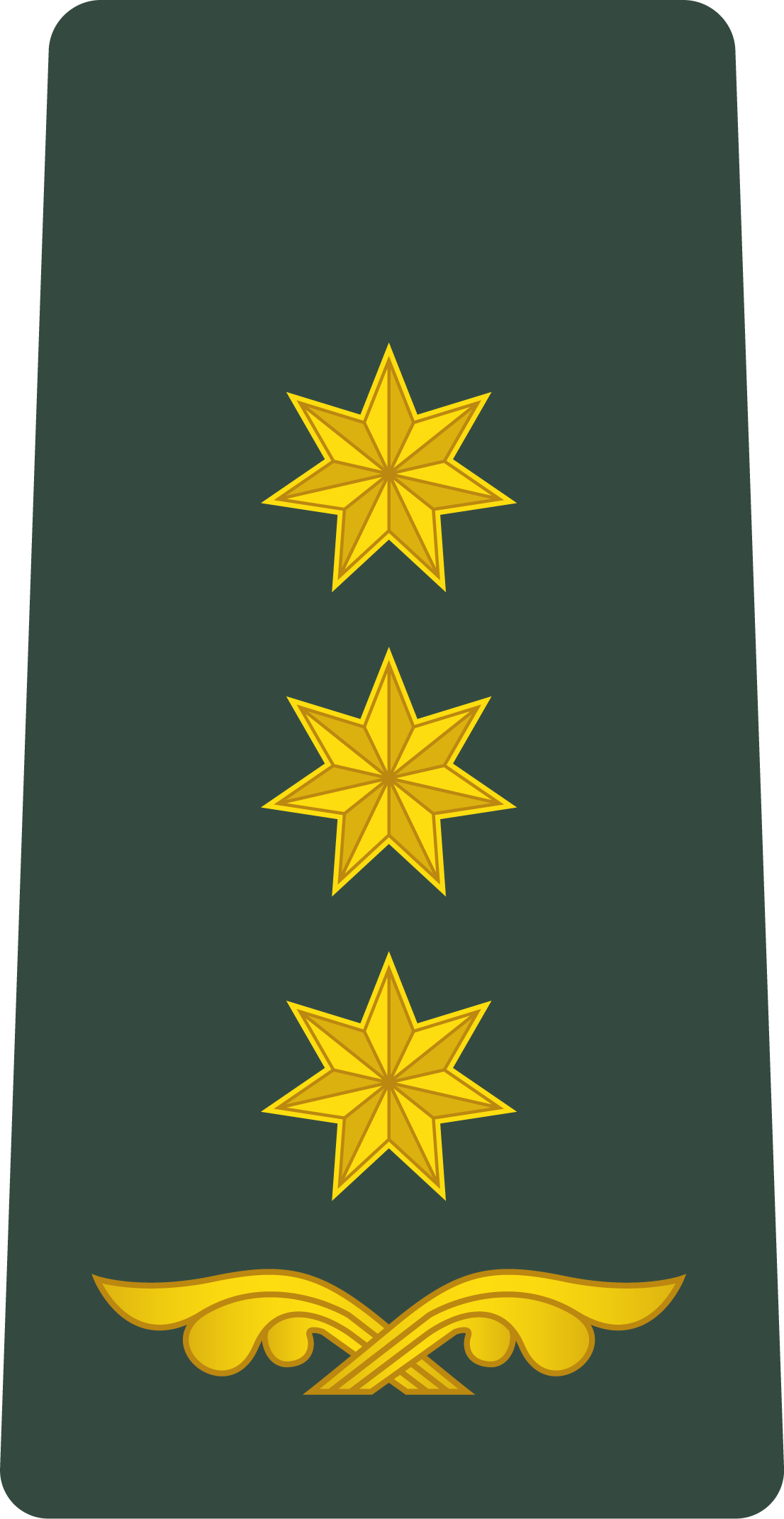
Geòrgia (პოლკოვნიკი, polkovnik)
Grècia (syntagmatarchis)
Guatemala (coronel)
Guinea Equatorial (coronel)
Guïana
Honduras (coronel)
Hongria (ezredes)
Índia
Indonèsia
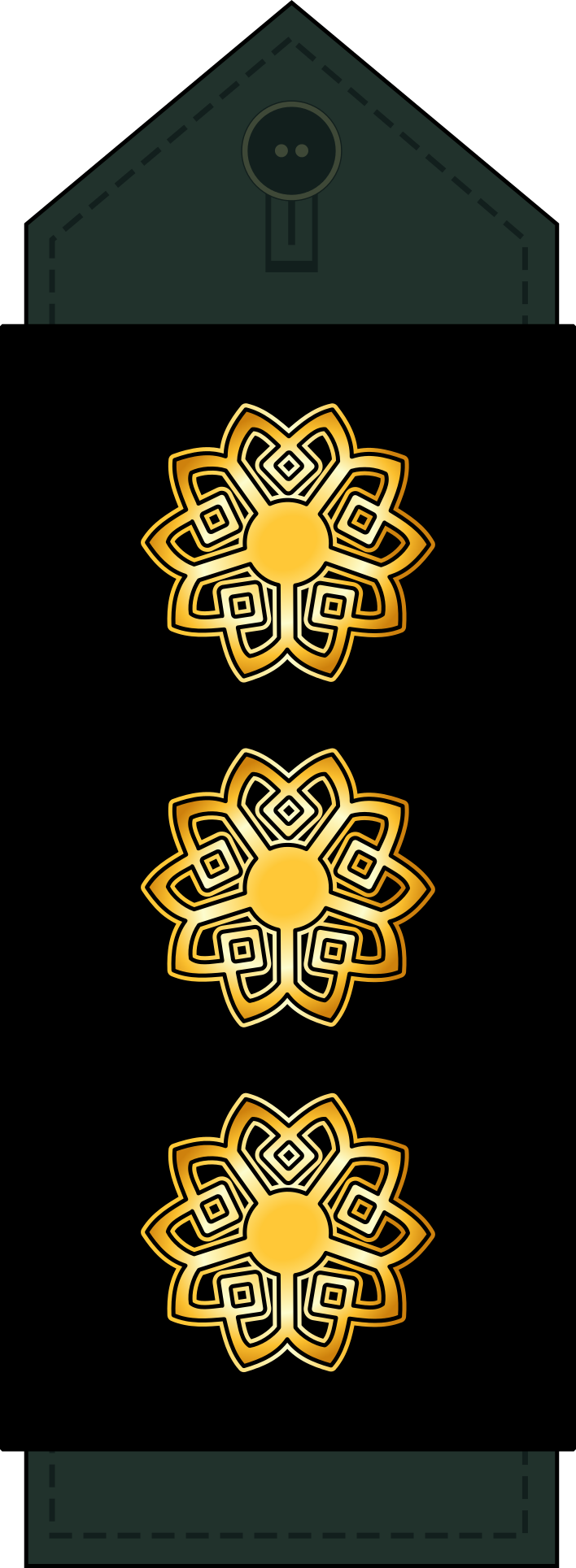
Iran (sarhang)
Israel ('קולונל
Itàlia (colonnello)
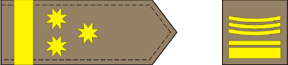
Macedònia del Nord (полковник, polkovnik)
Marroc (عقيد)
Mèxic (coronel)
Mònaco (colonel)
Mòngolia (хурандаа)
Mozambic (coronel)
Nicaragua (coronel)
Noruega (oberst)
Països Baixos (kolonel)
Pakistan
Paraguai (coronel)
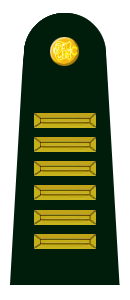
Perú (coronel)
Polònia (pułkownik)
Portugal (coronel)
Regne Unit
República Dominicana
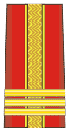
Romania
Rússia (polkovnik / полковник)
Sèrbia (pukovnik)
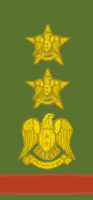
Síria (عقيد)
Sud-àfrica
Sri Lanka
Suècia (överste)
Tailàndia
Taiwan (shang xiao)
Turquia (albay)
Txèquia (plukovník)
Ucraïna (polkovnik/полковник)
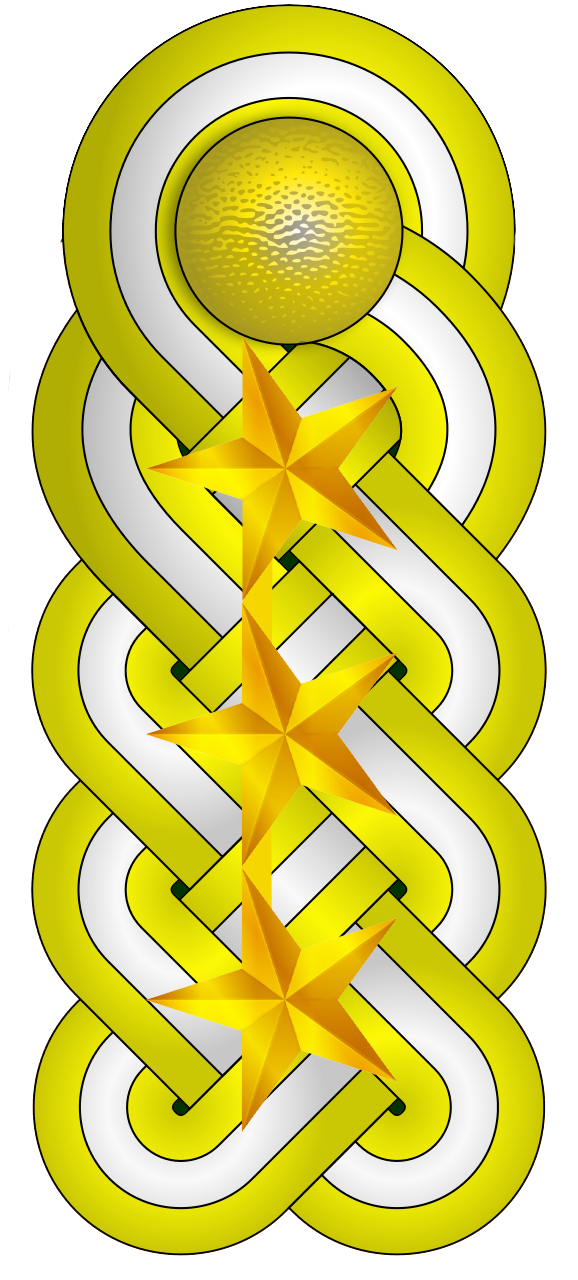
Venezuela (coronel)
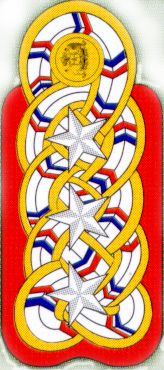
Xile (coronel)
Xina (shang xiao, 上校)

#### Insígnies de coronel de la força aèria

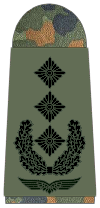
Alemanya (oberst)
Bèlgica
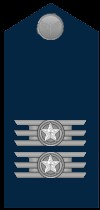
Brasil (coronel)
Canadà
Corea del Sud
Dinamarca (oberst)
Espanya (coronel)
Estats Units
Filipines (Lakan/Coronel)
França
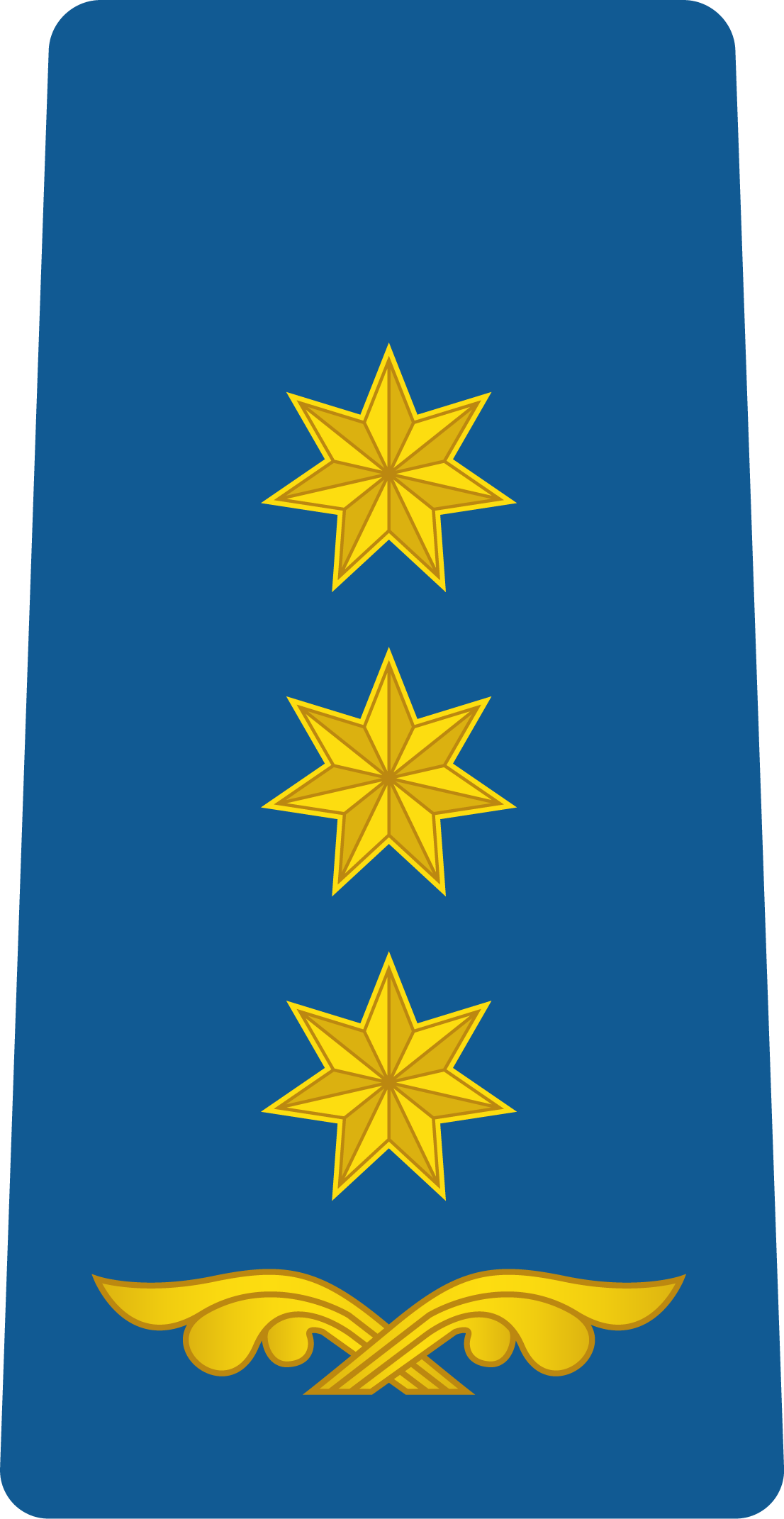
Geòrgia (პოლკოვნიკი, polkovnik)
Indonèsia (kolonel)
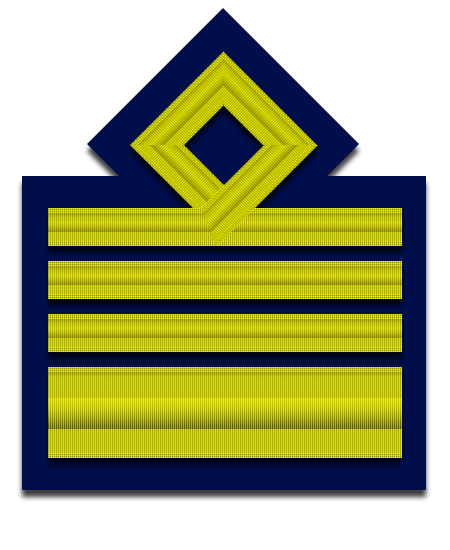
Itàlia (colonnello)
Països Baixos (kolonel)
Polònia (pułkownik)
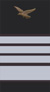
Portugal (coronel)
Rússia (polkovnik)
Sèrbia (pukovnik)
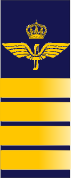
Suècia (Överste)
Taiwan
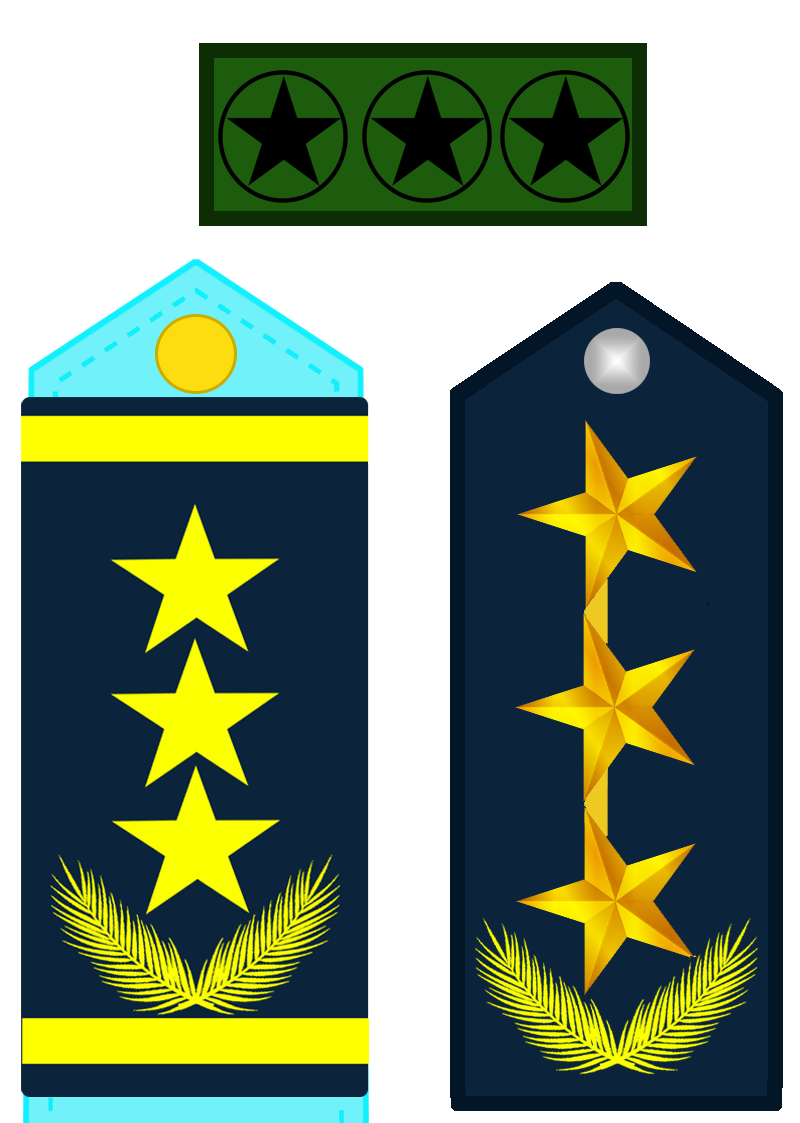
Venezuela
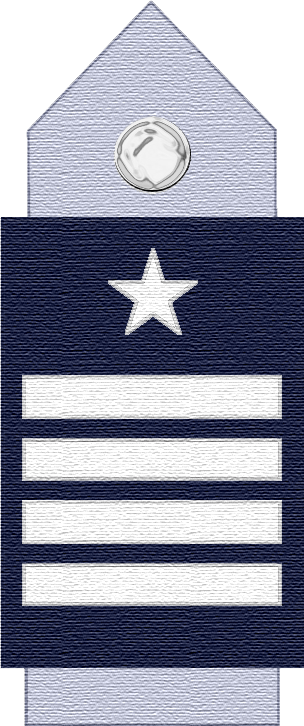
Xile (coronel)

## Coronel com a oficial de més alt grau
Algunes forces militars tenen un coronel com a oficial de més alt rang, sense rangs "generals" i sense autoritat superior (excepte, potser, el cap d'estat com a comandant en cap titular) que no sigui el govern nacional respectiu. Alguns exemples inclouen els següents 
- Antigua i Barbuda (170 membres)
- Costa Rica (uns 8.000 membres)
- Islàndia (100 membres, emprada només per a tasques de manteniment de la pau)
- Líbia (comanda totes les Forces Armades - Muammar Gaddafi fins al 2011)
- Mònaco (dues sucursals, amb un total d'uns 250 membres)
- Surinam (1.800 membres) (fins al 19 de juny de 2020)[10]
- Ciutat del Vaticà (110 membres – Guàrdia Suïssa)

|  |  |  |  |

## Altres usos dels rangs de coronel
El terme colonel també s'utilitza com a títol per als subhastadors als Estats Units; hi ha una varietat de teories o etimologies populars per explicar l'ús del terme. Una d'elles és l'afirmació que durant la Guerra Civil americana els béns confiscats pels exèrcits van ser venuts a subhasta pel coronel de la divisió.
El ''coronel de Kentucky és el títol d'honor més alt atorgat per la Commonwealth de Kentucky. El Governador i el Secretari d'Estat atorguen comissions per als coronels de Kentucky a persones en reconeixement dels èxits notables i al servei excepcional a una comunitat, estat o nació. El governador en exercici de la Commonwealth de Kentucky atorga l'honor de la Comissió d'un coronel mitjançant l'emissió de cartes patents. Potser el coronel de Kentucky més conegut és Harland Sanders del Kentucky Fried Chicken.
El grau de coronel també és utilitzat per alguns cossos policials i organitzacions paramilitars.